# Лісевський Богдан Володимирович
Богдан Володимир Лісевський (рос. Лисевский Богдан Владимирович, (19 жовтня 1993 , Урюпінськ, Волгоградська область )) — російський стендап-комік, гуморист, один з авторів і ведучий ток-шоу «Плюшки». Лауреат рейтингу Forbes «30 до 30» 2023 року в категорії «Нові медіа» .

## Біографія
Народився 19 жовтня 1993 року в Урюпінську (Росія). У віці дванадцяти років разом із матір'ю і сестрою переїхав до Зеленограда. Після школи вступив до Тверського державного університету на факультет соціальної роботи. За власними зізнаннями, вчитися в університеті йому не подобалося, тому він брав участь у самодіяльності навчального закладу у студентській лізі КВК у складі команди «Плюшки імені Ярослава Гашека» — і двічі потрапляв до фіналу Вищої ліги. У ній він був фронтменом, довкола якого будувалися номери .
У 2019 році Богдан став резидентом Comedy Club, а товариші по команді залишилися за кадром — писали для нього жарти . Через рік Лісевський пішов із Comedy, але причину так і не назвав. 
У 2020 році Богданом Лісевським, Андрієм Бабичем, Іллею Бєляковим та Іваном Васєнєвим було засновано ток-шоу «Плюшки». За основу стилю засновники взяли програму «Вечірній Ургант», але у своєму шоу використовували більш «дивні» жарти. Крім цього, референсом стали такі телепередачі, як «Шоу Еріка Андре» та «Між двома папоротями із Заком Галіфіанакісом»    .
У 2021 році колектив брав участь у шоу «Гра» на ТНТ, паралельно Лісевський з'являвся в інших проєктах, наприклад, у «Бліц-крик» від Labelcom і в «Дружко Шоу».